# Give Me Everything
Singles par Pitbull
On the Floor
(2011) Rabiosa
Singles par Ne-Yo
One in a Million
(2010) The Way You Move
(2011)
Singles par Afrojack
Take Over Control
(2010) Selecta
(2011)
Singles par Nayer
Vida 23
(2010) Suave (Kiss Me)
(2011)
Give Me Everything (Donne-moi tout en français) est une chanson de Pitbull sortie le 13 décembre 2010 à laquelle ont également participé Ne-Yo, Afrojack et Nayer. Elle a atteint la deuxième place du top 50 en France.

## Liste des pistes
- Téléchargement digital

1. Give Me Everything (featuring Ne-Yo, Afrojack and Nayer) – 4:16

- Téléchargement digital — remixes

1. "Give Me Everything" (Afrojack Remix) (featuring Ne-Yo, Afrojack and Nayer) – 5:40
2. "Give Me Everything" (Sidney Samson Remix) (featuring Ne-Yo, Afrojack and Nayer) – 6:35
3. "Give Me Everything" (Apster Remix) (featuring Ne-Yo, Afrojack and Nayer) – 5:50
4. "Give Me Everything" (Alvaro Remix) (featuring Ne-Yo, Afrojack and Nayer) – 6:01
5. "Give Me Everything" (R3hab Remix) (featuring Ne-Yo, Afrojack and Nayer) – 5:30
6. "Give Me Everything" (Adam F Dutch Step Remix) (featuring Ne-Yo, Afrojack and Nayer) – 4:39
7. "Give Me Everything" (Bingo Players Remix) (featuring Ne-Yo, Afrojack and Nayer) – 4:54
8. "Give Me Everything" (Jump Smokers Club Mix) (featuring Ne-Yo, Afrojack and Nayer) – 6:06
9. "Give Me Everything" (Marc Kinchen MK Dub Mix) (featuring Ne-Yo, Afrojack and Nayer) – 5:06

- CD single

1. "Give Me Everything" (Album Version) (featuring Ne-Yo, Afrojack and Nayer) – 4:16
2. "Give Me Everything" (Afrojack Remix) (featuring Ne-Yo, Afrojack and Nayer) – 5:41

- Allemagne CD single

1. "Give Me Everything" (featuring Ne-Yo, Afrojack and Nayer) – 4:16
2. "Hey Baby (Drop It to the Floor)" (AJ Fire Remix) (featuring T-Pain) – 4:23

- Allemagne CD maxi single[1]

1. "Give Me Everything" (featuring Ne-Yo, Afrojack and Nayer) – 4:16
2. "Give Me Everything" (Afrojack Remix) (featuring Ne-Yo, Afrojack and Nayer) – 5:41
3. "Give Me Everything" (Jump Smokers Radio Mix) (featuring Ne-Yo, Afrojack and Nayer) – 5:25
4. "Give Me Everything" (R3hab Remix) (featuring Ne-Yo, Afrojack and Nayer) – 5:31
5. "Give Me Everything" (Sidney Samson Remix) (featuring Ne-Yo, Afrojack and Nayer) – 6:35

## Crédits et personnels
- Armando C. Perez (Pitbull) – auteur-compositeur
- Nick van de Wall (Afrojack) – auteur-compositeur, producteur, claviers, MIDI programmateur, enregistrement
- Shaffer Smith – auteur-compositeur
- Mike "TrakGuru" Johnson – Ne-Yo enregistrement vocal
- Manny Marroquin – mixeur
- Erik Madrid – mixeur assistant
- Chris Galland – mixeur assistant

Source

## Classement et certifications
| Classement (2011)                            | Meilleure position |
| -------------------------------------------- | ------------------ |
| Australie (ARIA)                             | 2                  |
| Autriche (Ö3 Austria Top 40)                 | 2                  |
| Belgique (Flandre Ultratop 50 Singles)       | 1                  |
| Belgique (Wallonie Ultratop 50 Singles)      | 1                  |
| Brésil (Billboard Hot 100 Airplay)           | 13                 |
| Brésil (Billboard Hot Pop & Popular)         | 7                  |
| Canada (Hot 100)                             | 1                  |
| République tchèque                           | 3                  |
| Danemark (Tracklisten)                       | 2                  |
| Finlande (Suomen virallinen lista)           | 7                  |
| France (SNEP)                                | 2                  |
| Allemagne (Media Control AG)                 | 2                  |
| Hongrie (Rádiós Top 40)                      | 1                  |
| Hongrie (Dance Top 40)                       | 3                  |
| Irlande (IRMA)                               | 1                  |
| Italie (FIMI)                                | 4                  |
| Pays-Bas (Nederlandse Top 40)                | 1                  |
| Japon (Hot 100)                              | 25                 |
| Mexique (Monitor latino inglés)              | 1                  |
| Nouvelle-Zélande (RMNZ)                      | 2                  |
| Norvège (VG-lista)                           | 3                  |
| Pologne (ZPAV)                               | 3                  |
| Pologne (Dance Top 50)                       | 2                  |
| Roumanie (UPFR)                              | 1                  |
| Écosse (OCC)                                 | 1                  |
| Slovaquie (IFPI Rádio)                       | 2                  |
| Espagne (PROMUSICAE)                         | 2                  |
| Suède (Sverigetopplistan)                    | 2                  |
| Suisse (Schweizer Hitparade)                 | 2                  |
| Royaume-Uni (UK Singles Chart)               | 1                  |
| États-Unis (Billboard Hot 100)               | 1                  |
| États-Unis (Billboard Adult Pop Songs)       | 19                 |
| États-Unis (Billboard Hot Dance Club Songs)  | 14                 |
| États-Unis (Billboard Hot R&B/Hip-Hop Songs) | 79                 |
| États-Unis (Billboard Latin Songs)           | 1                  |
| États-Unis (Billboard Latin Pop Songs)       | 1                  |
| États-Unis (Billboard Pop Songs)             | 1                  |
| États-Unis (Billboard Rap Songs)             | 4                  |

| Classement (2011)                  | Position |
| ---------------------------------- | -------- |
| Australie Classement single        | 7        |
| Autriche Classement single         | 7        |
| Canada Hot 100                     | 4        |
| Allemagne Classement single        | 9        |
| France SNEP                        | 7        |
| Grèce Classement Airplay           | 46       |
| Japon Hot 100                      | 35       |
| Nouvelle-Zélande Classement single | 8        |
| Pologne Classement single dance    | 6        |
| Roumanie Top 100                   | 6        |
| Suisse Classement single           | 8        |
| Royaume-Uni Classement single      | 5        |
| États-Unis Billboard Hot 100       | 5        |
| États-Unis Pop Songs               | 2        |
| États-Unis Radio Songs             | 1        |

| Pays                 | Certification |
| -------------------- | ------------- |
| Australie ARIA       | 5 × Platine   |
| Autriche (IFPI)      | Platine       |
| Belgique (BEA)       | Platine       |
| Danemark IFPI        | Platine       |
| Finlande (IFPI)      | Or            |
| Allemagne BM         | 3 × Or        |
| Italie FIMI          | 2 × Platine   |
| Norvège (IFPI)       | 7 × Platine   |
| Nouvelle-Zélande RIA | 2 × Platine   |
| Espagne PME          | Platine       |
| Suède SRIA           | 5 × Platine   |
| Suisse IFPI          | 2 × Platine   |
| Royaume-Uni BPI      | Platine       |
| États-Unis RIAA      | 2 × Platine   |

## Historique de sortie
| Pays        | Date          | Format                           |
| ----------- | ------------- | -------------------------------- |
| États-Unis  | 22 mars 2011  | Téléchargement digital           |
| États-Unis  | 16 avril 2011 | Contemporary hit radio           |
| Allemagne   | 22 avril 2011 | CD single                        |
| Royaume-Uni | 3 juin 2011   | Téléchargement digital — remixes |
| États-Unis  | 3 juin 2011   | Téléchargement digital — remixes |
| Allemagne   | 24 juin 2011  | CD maxi single                   |